# 剝皮酒店
剝皮酒店是指不肖酒店業者（台式夜總會）以誘騙手法吸客及利用店內酒店小姐以編造的理由向顧客進行一次又一次的詐騙，令該名顧客因憐愛不斷付出大筆金錢，最後可能導致逐漸身無分文的非法場所。近年來台灣查獲了不少此一類型的酒店，究其本質而言，此種酒店亦屬詐騙集團之一環。

## 詐騙手法
大致上，剝皮酒店的詐騙手法，是先從取得顧客（受害者）的資訊開始，接著得知顧客的資訊後，再誘使顧客入店消費，並以不實的帳單或由小姐編造可憐的理由誘騙顧客同情心而不斷掏錢的方式詐騙。

### 「猜猜我是誰」
首先，通常躲藏在中國大陸福建廈門、廣東東莞等地的「call客秘書」，會進行大規模「亂槍打鳥」的模式，對臺灣的男性撥打電話。此類電話，通常是響一到兩聲，就隨即掛掉；但如果電話被受話者接聽，則對方的小姐就會以簡單幾句話，如：「打給我」等，並直接掛斷電話，要求不知所措的接聽者，以為是重要電話，而不經過查詢、求證，直接回電。

接著，這些call客秘書，就會以曖昧的語氣，或者是裝熟的態度，對著那些不知情的台灣男人，要猜出他們是誰，有可能是小學同學，也可能是其他地方似曾相识的女孩子。然後，女call客就會在對話中，要求這些台灣男人去她們在上班的酒店消費。

通常以「撥打電話要求男性回電」的手法，都可被稱為「猜猜我是誰」。酒店要客人回撥的原因，主要是因為可以讓他們減少電話費的支出；而與男客對話的目的，就是希望套出顧客的資訊，好把這些資訊傳給在臺灣酒店工作人員，以利詐騙。

值得一提的是，酒店的電話，通常是公共電話不能回撥，必須要透過男顧客所持有的行動電話或家用電話，才可以回撥。這樣的目的，是希望能夠確保得到正確的電話號碼，而不是不能顯示的隱藏號碼。

由於這一類詐騙採用裝熟方式進行，因此剝皮酒店又被稱為「裝熟酒店」，不過現在多數都以「剝皮酒店」稱之。近年亦有利用網路及line為誘騙工具的手法，時有所聞。

### 來店消費
男顧客到店後，就會碰到在電話中同花名的酒店女郎（當然，男顧客在電話中與碰到的，絕大多數不是與酒店相同的女郎）。有些酒店為求慎重，甚至還會比對電話中男孩的身高、體重，甚至是外表等特徵，不符合者不入店。接著，酒店女郎就會用各種謊言，或者是自己慘淡的身世（類似像苦肉計），要求客人付出大把的錢，好對他們「真情」。
酒店女郎通常是下列幾種種類：
- 節數不足欲補足業績或拚業績。
- 藉口當晚有自己不喜歡的客人要來，希望男方能過來指名她，幫她擋掉這攤。
- 得罪顧客被開單。
- 長輩生病、得癌。
- 家人出車禍。
- 生日需要慶祝費用。
- 欠下大筆賭債。
- 需要開刀以進行整形手術。
- 出國深造。

通常男顧客在沒有察覺，及自認為找到「自己的真愛」後，就甘願的不斷付出大把的鈔票。直至找不著小姐，甚至電話也打不通等情況才驚覺受騙。台灣媒體多以「火山孝子」一詞形容。
此類以特定詐騙手法經營的酒店，多非法經營，不僅訓練培養許多詐騙份子，更製造出相當多社會問題及犯罪溫床。

## 知名案例
下列所述之剝皮酒店均已歇業。
- 謝旭圳（1970年生）於2010年1月21日，因有四座「曼哈頓」、「后宮」、「鑽石帝國」，以及「春天」等剝皮酒店進行詐騙，而遭起訴[5]。
- 黃忠信（1954年生）於2010年11月5日，因有兩座「宏樓」以及「浪漫今宵」等剝皮酒店進行詐騙，而遭檢警單位的調查[6]。

## 外部連結
- 內政部警政署165全民防騙網 （页面存档备份，存于）（繁體中文）